# Vietnamci
Vietnamci (vietnamsko người Việt, dob. 'vietnamsko ljudstvo') ali ljudstvo Kinh ([người Kinh] Napaka: {{Jezik-xx}}: neveljaven parameter: |labels= (pomoč)) je etnična skupina Jugovzhodne Azije, ki izvira iz današnjega severnega Vietnama in južne Kitajske (otočje Jing, Dongxing, Guangxi). Domači jezik je vietnamščina, najbolj razširjen avstroazijski jezik.
Vietnamsko ljudstvo Kinh predstavlja nekaj več kot 85,32 % prebivalstva Vietnama po popisu leta 2019 in je uradno znano kot ljudstvo Kinh (người Kinh), da se razlikuje od drugih manjšinskih skupin, ki prebivajo v državi, kot so Hmong, Chami ali Mường. Vietnamci so ena od štirih glavnih skupin vietskih govorcev v Vietnamu, druge pa so ljudje Mường, Thổ in Chứt. Sorodni so ljudstvu Gin, vietnamski etnični skupini na Kitajskem.

## Terminologija
Po Churchmanu (2010) so vsi endonimi in eksonimi, ki se nanašajo na Vietnamce, kot so Viet (povezan s staro kitajsko geografsko domišljijo), Kinh (povezan s srednjeveško administrativno oznako) ali Keeu in Kæw (izpeljan iz Jiāo 交, starokitajskega toponima za Severni Vietnam, stara kitajščina *kraw) kra-dai govorečih ljudstev, so povezani s političnimi strukturami ali imajo skupen izvor v starodavni kitajski geografski domišljiji. Večino časa so avstroazijsko govoreči predniki sodobnega Kinha pod enim samim vladarjem morda prevzeli podobno ali enako družbeno samooznačevanje, ki je neločljivo povezano s sodobnim vietnamskim prvoosebnim zaimkom ta (meni, mi, jaz), da bi razlikovali sebe z drugimi skupinami. V starejši pogovorni rabi je ta ustrezalo "našemu" v nasprotju z "njihovim", v kolonialnem času pa sta bili nước ta (naša država) in tiếng ta (naš jezik) v nasprotju z nước tây (zahodne države) in tiếng tây (zahodni jeziki)

### Việt
Izraz Việt (Yue) (kitajsko 越; pinjin Yuè; kantonski Yale: Yuht; Wade–Giles: Yüeh4; vietnamsko Việt) v zgodnji srednji kitajščini je bil prvič zapisan z uporabo logotipa 戉 za sekiro (enakoglasnica), v orakeljskih kostnih in bronastih napisih pozne dinastije Šang (ok. 1200 pr. n. št.) in kasneje kot 越. Takrat se je nanašal na ljudstvo ali poglavarja severozahodno od Šanga. V zgodnjem 8. stoletju pr. n. št. se je pleme na srednjem Jangceju imenovalo Jangjue, izraz, ki se je kasneje uporabljal za južnejša ljudstva. Med 7. in 4. stoletjem pred našim štetjem se je Yue/Việt nanašal na državo Yue v spodnjem porečju Jangceja in njene ljudi. Od 3. stoletja pred našim štetjem se je izraz uporabljal za nekitajsko prebivalstvo južne in jugozahodne Kitajske ter severnega Vietnama, s posebnimi etničnimi skupinami, imenovanimi Minyue, Ouyue (vietnamsko Âu Việt), Luoyue (vietnamsko Lạc Việt) itd., s skupnim imenom Baiyue (Bách Việt, kitajščina 百越; pinjin Bǎiyuè; kantonsko Yale: Baak Yuet; vietnamsko Bách Việt; »Sto Yue/Viet«). Izraz Baiyue/Bách Việt se je prvič pojavil v knjigi Lüshi Chunqiu, sestavljeni okoli leta 239 pr. n. št.. Po mnenju Ye Wenxian (1990), apud Wan (2013) etnonim Yuefang na severozahodnem Kitajskem ni povezan z etnonimom Baiyue na jugovzhodu Kitajske.
V obdobju poznega srednjega veka so se vietnamske elite poistovetile s starodavnimi Yueji, da bi se nagnile k »starodavnemu poreklu«, ta identiteta pa se je morda rodila s konstruiranjem tradicij. Do 17. in 18. stoletja našega štetja so se izobraženi Vietnamci očitno imenovali người Việt 𠊛越 (Vietanci) ali người Nam 𠊛南 (južni ljudje).

### Kinh
Z začetkom v 10. in 11. stoletju je veja viet-muong (severni vietski jezik) z vplivom hipotetičnega kitajskega narečja v severnem Vietnamu, imenovana annameška srednja kitajščina, začela postajati to, kar je zdaj vietnamski jezik. Njegovi govorci so se imenovali ljudstvo Kinh, kar pomeni ljudstvo »metropolitanskega območja«, osredotočenega okoli delte Rdeče reke s Hanojem kot glavnim mestom. Zgodovinska in sodobna Chữ Nôm pisava klasično uporablja znak Han '京', ki se v mandarinščini izgovarja Jīng, in Kinh s kitajsko-vietnamsko izgovorjavo. Druge različice proto-viet-muonga so iz nižin pregnali Kinhi in so jih v 13. stoletju poimenovali Trại (寨 mandarin: Zhài) ali »postojansko« ljudstvo. Ti so postali sodobno ljudstvo Mường. Po Victorju Liebermanu je người Kinh (Chữ Nôm: 𠊛京) morda izraz iz kolonialne dobe za govorce vietnamskega jezika, anahronistično vstavljen v prevode predkolonialnih dokumentov, vendar manjka literature o etničnem oblikovanju iz 18. stoletja.

## Zgodovina

### Izvor in predzgodovina
Predhodniki etničnih Vietnamcev so bili proto-vietski ljudje, ki so izhajali iz proto-avstroazijskih ljudi, ki so morda izvirali nekje iz južne Kitajske, Junana, Lingnana ali reke Jangce ali celinske jugovzhodne Azije, skupaj z Moniki, ki so se naselili naprej proti zahodu, Kmeri pa so se preselili južneje. Večina arheologov in jezikoslovcev ter drugih strokovnjakov, kot so sinologi in drugi strokovnjaki, verjame, da so prispeli najpozneje leta 2000 pr. n. št. in s seboj prinesli prakso rečnega kmetijstva in zlasti gojenje mokrega riža. Nekateri jezikoslovci (James Chamberlain, Joachim Schliesinger) so predlagali, da so se ljudje, ki so govorili vietsko, preselili iz severne osrednje regije v delto Rdeče reke, ki je bila prvotno naseljena z govorci Tai. Vendar pa Michael Churchman v kitajskih virih ni našel nobenih zapisov o premikih prebivalstva v Jiaozhi (s središčem okoli delte Rdeče reke), kar kaže, da je dokaj stabilna populacija govorcev avstroazijskega jezika, prednikov sodobnega vietnamskega jezika, naseljena v delti v obdobjih Han-Tang. Drugi menijo, da severni Vietnam in južna Kitajska nikoli nista bila homogena glede etnične pripadnosti in jezikov, vendar so si ljudje delili nekatere običaje. Ta starodavna plemena niso imela nobenih definiranih etničnih meja in jih ni bilo mogoče opisati kot "vietnamske" (Kinh) v kakršnem koli zadovoljivem smislu. Vsak poskus identifikacije etnične skupine v starodavnem Vietnamu je problematiziran kot netočen.
Druga teorija, ki temelji na jezikovni raznolikosti, locira najverjetnejšo domovino vietskih jezikov v sodobni provinci Bolikhamsai in provinci Khammouane v Laosu ter v delih provinc Nghệ An in Quảng Bình v Vietnamu. V 1930-ih so v hribih vzhodnega Laosa odkrili skupine vietsko govorečih skupnosti, ki naj bi bile najzgodnejši prebivalci te regije. Arheogenetika je pokazala, da so bili pred obdobjem Đông Sơn prebivalci delte Rdeče reke pretežno avstroazijski: genetski podatki iz kulture Phùng Nguyên iz grobišča Mán Bạc (iz leta 1800 pr. n. št.) so v neposredni bližini sodobnih avstroazijskih govorcev, kot so Kmeri in Mlabri; medtem pa je "mešana genetika" iz najdišča Núi Nấp kulture Đông Sơn pokazala afiniteto do "Dai s Kitajske, govorcev tai-kadai iz Tajske in govorcev avstroazijskega jezika iz Vietnama, vključno s Kinhi".
Po vietnamski legendi The Tale the Hồng Bàng Clan (Hồng Bàng thị truyện), napisani v 15. stoletju, so prvi Vietnamci izhajali iz gospodarja zmajev Lạc Long Quân in vile Âu Cơ. Poročila sta se in imela sto jajc, iz katerih se je izleglo sto otrok. Njun najstarejši sin je vladal kot kralj Hùng. Za kralje Hùng so trdili, da izvirajo iz mitske figure Shen Nong.

### Zgodnja zgodovina in kitajska nadvlada
Najzgodnejša omemba proto-Vietnamcev v kitajskih analih je bila Lạc (kitajsko Luo), Lạc Việt ali Dongsonian, starodavna plemenska konfederacija morda poliglotskih avstroazijskih govorcev in govorcev Kra-Dai, ki so zasedli delto Rdeče reke. Lạc je razvil metalurško kulturo Đông Sơn in poglavarstvo Văn Lang, ki so mu vladali napol mitični kralji Hùng. Južno od Dongsoniancev je bila kultura Sa Huỳnh avstronezijskega ljudstva Chami. Okoli leta 400–200 pr. n. št. so Lạc prišli v stik z Âu Việt (odcepljena skupina ljudstva Tai) in ljudstvom Siniti s severa. Po kitajski kroniki iz poznega 3. ali zgodnjega 4. stoletja našega štetja je vodja Âu Việt, Thục Phán, osvojil Văn Lang in odstavil zadnjega kralja Hùng. Thục Phán se je razglasil za kralja An Dương kraljestva Âu Lạc.
Leta 179 pr. n. št. je Zhao Tuo, kitajski general, ki je ustanovil državo Nanyue v današnji južni Kitajski, priključil Âu Lạc in začel kitajsko-vietsko interakcijo, ki je trajala tisočletje. Leta 111 pr. n. št. je cesarstvo Han osvojilo Nanyue, in regijo severnega Vietnama postavilo pod oblast Han.
Do 7. stoletja do 9. stoletja našega štetja, ko je v regiji vladalo cesarstvo Tang, so zgodovinarji, kot je Henri Maspero, predlagali, da so se vietnamsko govoreči ljudje zaradi močnejšega kitajskega vpliva na Vietnamce ločili od drugih vietskih skupin, kot sta Mường in Chứt. Drugi trdijo, da je vietska selitev iz severnega osrednjega Vietnama v delto Rdeče reke v 7. stoletju nadomestila prvotne prebivalce, ki so govorili tai. Sredi 9. stoletja so lokalni uporniki, ki jim je pomagal Nanzhao, raztrgali kitajsko vladavino Tang do skorajšnjega propada. Tang je regijo ponovno osvojil leta 866, zaradi česar je polovica lokalnih upornikov pobegnila v gore, za kar zgodovinarji menijo, da je bila ločitev med Mườngom in Vietnamci ob koncu vladavine Tang v Vietnamu. Leta 938 je vietnamski voditelj Ngô Quyền, ki je bil rojen v Thanh Hóa, vodil vietske sile premagal kitajsko armado južnega Hana pri reki Bạch Đằng in se razglasil za kralja, postal prvi vietnamski kralj države, ki bi jo zdaj lahko razumeli kot "vietnamsko".

### Srednjeveško in zgodnje novoveško obdobje
Ngô Quyền je umrl leta 944 in njegovo kraljestvo je padlo v kaos in nemire med dvanajstimi vojskovodji in poglavarji. Leta 968 jih je vodja po imenu Đinh Bộ Lĩnh združil in ustanovil kraljestvo Đại Việt (Veliki Việt). S pomočjo močnih budističnih menihov je Đinh Bộ Lĩnh za prestolnico izbral Hoa Lư na južnem robu delte Rdeče reke namesto Đại La iz obdobja Tang, sprejel cesarske naslove, kovance in obrede v kitajskem slogu ter poskušal ohraniti kitajski upravni okvir. Neodvisnost Đại Việta po besedah Andrewa Chitticka omogoča »razvijanje lastne posebne politične kulture in etnične zavesti.« Leta 979 je bil Đinh Bộ Lĩnh umorjen in kraljica Duong Van Nga se je poročila z Dinhovim generalom Lê Hoànom, imenovanim za njega kot kralja. Nemiri v Đại Việtu so pritegnili pozornost sosednje kitajske dinastije Song in kraljestva Champa, vendar jih je premagal Lê Hoàn. Kmerski napis iz leta 987 beleži prihod vietnamskih trgovcev (Yuon) v Angkor. Kitajski pisci, Song Hao, Fan Chengda in Zhou Qufei, poročajo, da so si prebivalci Đại Việta »tetovirali čelo, prekrižana stopala, črne zobe, bosa stopala in črna oblačila«. Chamski napis Chiên Đàna iz zgodnjega 11. stoletja, Mỹ Sơn, ki ga je postavil kralj Champa Harivarman IV. (vladal 1074–1080), omenja, da je ponudil kmerske (Kmīra/Kmir) in vietske (Yvan) ujetnike kot sužnje različnim lokalnim bogovom in templjem citadele Tralauṅ Svon.
Zaporedne vietnamske kraljeve družine iz dinastij Đinh, Lê, Lý in (Hoa)/kitajskih dinastij Trần in Hồ so mirno vladale kraljestvu od 968 do 1407. Cesar Lý Thái Tổ (vladal 1009–1028) je preselil vietnamsko prestolnico iz Hoa Lư v Hanoj, središče delte Rdeče reke leta 1010. Izvajali so elitistične zakonske zveze med klani in plemiči v državi. Mahajanski budizem je postal državna vera, vietnamski glasbeni inštrumenti, ples in versko čaščenje so bili pod vplivom chamskega, indijskega in kitajskega sloga, medtem ko je konfucijanstvo počasi pridobilo pozornost in vpliv. Najzgodnejši ohranjeni korpus in besedilo v vietnamskem jeziku je iz začetka 12. stoletja in ohranjeni napisi v pisavi chữ nôm iz začetka 13. stoletja, ki prikazujejo ogromen vpliv kitajske kulture med zgodnjimi vietnamskimi elitami.
Mongolska dinastija Juan je neuspešno napadla Đại Việt v 1250-ih in 1280-ih, čeprav so oplenili Hanoj. Kitajska dinastija Ming je leta 1406 osvojila Đại Việt, spravila Vietnamce pod kitajsko oblast za 20 let, preden jih je izgnal vietnamski voditelj Lê Lợi.  Četrti vnuk Lê Lợija, kralj Lê Thánh Tông (vladal 1460–1497), velja za enega največjih monarhov v vietnamski zgodovini. Njegovo vladanje je prepoznavno po obsežnih upravnih, vojaških, izobraževalnih in fiskalnih reformah, ki jih je uvedel, ter kulturni revoluciji, ki je staro tradicionalno aristokracijo nadomestila z generacijo literatov, prevzela konfucijanstvo in preoblikovala Đại Việt iz politike jugovzhodne Azije v birokratsko državo in cvetela. Sile Thánh Tônga, oborožene z orožjem s smodnikom, so premagale dolgoletnega tekmeca Champa leta 1471, nato pa so v 1480. letih sprožile neuspešno invazijo na kraljestvi Laos in Lan Na.

### 16. stoletje – sodobnost
S smrtjo Thánh Tônga leta 1497 je kraljestvo Đại Việt hitro propadlo. Podnebne skrajnosti, izpadli pridelki, regionalizem in frakcionaštvo so Vietnamce razdvojili. Od leta 1533 do 1790 so štiri močne vietnamske družine: Mạc, Lê, Trịnh in Nguyễn vladale vsaka v svojih domenah. V severnem Vietnamu (Đàng Ngoài–zunanje kraljestvo) so cesarji Lê komaj sedeli na prestolu, medtem ko so lordi Trịnh imeli oblast na dvoru. Mạc je nadzoroval severovzhodni Vietnam. Lordi Nguyễn so vladali južni državi Đàng Trong (notranje kraljestvo). Na tisoče etničnih Vietnamcev je migriralo proti jugu in se naselilo v starih deželah Chamov. Evropski misijonarji in trgovci iz 16. stoletja so Vietnamcem (Anamci) prinesli novo vero, ideje in pridelke. Do leta 1639 je bilo po vsem Vietnamu 82.500 katoliških spreobrnjencev. Leta 1651 je Alexandre de Rhodes objavil katekizem na 300 straneh v latinščini in romanizirani vietnamščini (chữ Quốc Ngữ) ali vietnamski abecedi.
Obdobje vietnamske razdrobljenosti se je končalo leta 1802, ko je cesar Gia Long, ki so mu pomagali francoski plačanci, premagal kraljestva Tây Sơn in ponovno združil Vietnam. Skozi asimilacijo in brutalno podjarmljenje v 1830-ih s strani Minh Mạnga je bil velik kos avtohtonih Chamov asimiliran v vietnamščino. Do leta 1847 so se v vietnamski državi pod cesarjem Thiệu Trịjem, ljudje identificirali kot "người Việt Nam", predstavljali skoraj 80 odstotkov prebivalstva države. Ta demografski model še naprej vztraja skozi [[Francoska Indokina|Francosko Indokino]g, japonsko okupacijo in današnji čas.
Med letoma 1862 in 1867 je južna tretjina države postala francoska kolonija Kočinčina. Do leta 1884 je celotna država prišla pod francosko oblast, pri čemer sta bila osrednji in severni del Vietnama ločena v dva protektorata Annam in Tonkin. Tri vietnamske entitete so bile leta 1887 formalno vključene v zvezo Francoske Indokine. Francoska uprava je vietnamski družbi vsilila pomembne politične in kulturne spremembe. Sistem sodobnega izobraževanja v zahodnem slogu je v Vietnam uvedel nove humanistične vrednote.
Kljub dolgi zgodovini vietnamskega jezika in ljudstva je identifikacija in razlikovanje »etničnih Vietnamcev« ali etničnih Kinh, kot tudi drugih etničnih skupin v Vietnamu, začela šele kolonialna uprava v poznem 19. in zgodnjem 20. stoletju. Po prizadevanjih kolonialne vlade za etnično razvrščanje so med diskurzom nove vietnamske inteligence spodbujali nacionalizem, zlasti etnonacionalizem in evgenični socialni darvinizem. Etnične napetosti, ki jih je sprožil vietnamski etnonacionalizem, so dosegle vrhunec v poznih 1940-ih na začetku prve indokitajske vojne (1946–1954), ki je povzročila nasilje med Kmeri in Vietnamci v delti Mekonga. Nadalje je sovjetska družbena integracijska in etnična klasifikacija [[Severni Vietnam|Severnega Vietnama]g poskušala zgraditi podobo raznolikosti v harmoniji socializma, spodbujala idejo o vietnamskem narodu kot »veliki enojni družini«, ki jo sestavljajo številne različne etnične skupine, in vietnamski etnični šovinizem. je bil uradno odsvetovan.
- Vietnamska operna hiša, nekje v Phú Yênu, 1793
- Vietnamski vojaki leta 1828
- Mandarini iz dinastije Nguyễn
- Vietnamski birokratski uradniki, 1883-1886
- Vietnamski kmetje leta 1921
- Vietnamski vojaki v Albaniji, 1917